# Agathomerus nobilis
Agathomerus nobilis is een keversoort uit de familie halstandhaantjes (Megalopodidae). De wetenschappelijke naam van de soort werd in 1834 gepubliceerd door Johann Christoph Friedrich Klug.